# مکتب کارآمدی فساد اداری
مکتب کارآمدی فساد اداری (به انگلیسی corruption greasing the wheels of economic Growth hypothesis)، مکاتبی هستند که به اثر مثبت فساد اداری در رفع ناکارآمدی های دیوانسالاری کشورها اشاره دارند. طرفداران این مکتب مانند لف بایلی هـانتینگتون و لوئی با اشاره به ناکارآمدی قوانین و مقررات و نهادها در کشورهای در حال توسعه، فساد اداری را روشی برای فائق آمدن بر ناکارآمدی قوانین و مقررات می‌دانند و عنوان می‌کنند که فساد نقش روغن را برای چرخ‌های خشکیده این نظام‌های اداری و اقتصادی ایفا می‌کند و رشد اقتصادی و سرمایه‌گذاری را بهبود می‌بخشد. طرفداران مکتب کارآمدی فساد در کشورهای در حال توسعه، این موضوع را یکی از هزینه‌های کسب و کار می‌دانند که منفعت آن بیشتر از هزینه‌اش است.
گرچه مکتب کارآمدی فساد بر مبنای برخی استدلالهای نظری ارائه شده‌است، اما به‌ویژه بعد از ۱۹۹۵، تحقیقات جدیدتر در زمینه اثرات فساد اداری، استدلال‌های مکتب کارآمدی فساد را با چالش مواجه کرده‌است، تحقیقات موخر  این حقیقت را نشان می‌دهند که فساد، حرکت به سمت توسعه را کند و آهسته می‌کند.

## در ایران
حجت‌الله عبدالملکی اقتصاددان، نظریه کارآمدی فساد را یکی از ریشه‌های موجود در فساد اقتصادی ایران توصیف می‌کند. به‌گفتهٔ وی طرفداران نظریه کارآمدی فساد معتقدند فساد در مدیران باعث انگیزه و هم چنین در برخی مواقع به عنوان بخشی از پاداش مدیران در نظر گرفته می‌شود.
در ایران یک عده‌ای تحت عنوان سازندگی و توسعه معتقد بودند که دراقتصاد دنیا، به‌ویژه در کشورهای جهان سوم، فساد پول‌شویی می‌تواند به‌عنوان روغن چرخ توسعه بکار برود و ۱۲–۱۰ سال همین کار را می‌کردند. آنها معتقد بودند که اصلاً به دلیل اینکه فساد نهادینه شده‌است، مبارزه با فساد امکانپذیر نیست، جز آنکه ما خودمان هم برویم و قاطی فساد بشویم. همین تز بنوعی در کشورهای آسیای جنوب شرقی یک زمانی بالا گرفته بود. با توجه به این نگرش که اساساً فساد و پول‌شویی را به‌عنوان روغن چرخ توسعه می‌داند، دیگر مبارزه با آن از دستور کار خارج شده بود.